# Deropeltis nigrita
Deropeltis nigrita är en kackerlacksart som beskrevs av Henri Saussure 1895. Deropeltis nigrita ingår i släktet Deropeltis och familjen storkackerlackor. Inga underarter finns listade i Catalogue of Life.